# Malin Büttner
Malin Büttner (* 6. Juni 1975 in Bremen) ist eine deutsche Redakteurin und Fernsehmoderatorin, insbesondere für Kindersendungen. Über viele Jahre waren Büttners Markenzeichen verschiedenfarbige Wollmützen, die sie in vielen ihrer Reportagen trug.

## Leben und Wirken
Malin Büttner wuchs in Weyhe, Niedersachsen, auf und machte 1994 ihr Abitur an der KGS Leeste. Büttner studierte bis 2005 Kommunikationswissenschaft und Publizistik an der Universität zu Köln und schloss mit dem Magister ab.
Zunächst arbeitete sie bei Neuneinhalb als Redakteurin, bis sie dort auch als Moderatorin zu sehen war. Ab 2007 trat sie in der Sendung mit der Maus mit eigenen Sachgeschichten auf und gehörte von 2012 bis 2017 zur Besetzung der Sendung, wo sie als Moderatorin zu sehen war, z. B. mit Filmen über Betriebe, die an der Maus-Türöffner-Aktion teilnahmen.
2010 war sie in dem Kurzfilm Ein Volk unter Verdacht – Die Staatssicherheit der DDR zu sehen.
Malin Büttner ist verheiratet und Mutter von drei Töchtern.

## Auszeichnung
2014 wurde Malin Büttner gemeinsam mit Johannes Büchs und Siham El-Maimouni mit dem UmweltMedienpreis der Deutschen Umwelthilfe ausgezeichnet.